# 柳葉刀 (雜誌)
《柳叶刀》（英語：The Lancet）是世界上歷史最悠久且最受重視的同行評審醫學期刊之一，与《新英格兰医学杂志》、《美国医学会杂志》、《英国医学杂志》並稱国际四大医学期刊。《柳叶刀》主要由愛思唯爾出版公司發行，部分与里德·愛思唯爾集團協同出版。
1823年，英国外科医生湯姆·瓦克利创立《柳叶刀》，他以外科用具「手术刀」（Lancet）命名這份刊物，而也有「尖頂穹窗」的意思，寓意立志使期刊成為「照亮醫壇的明窗」（to let in light）。
現任總編輯為2005年上任的理查德·霍顿。

## 影響因子
《刺胳針》以其在全世界所擁有的高影響因子，以致有一群重要的讀者階層來支持它。期刊登載有：原創性研究文章、評論文章（「小組討論」及「評論」）、社論、書評、短篇研究文章、也有其它一些在刊內常登載的文章諸如：特刊消息、及案例報導等。《刺胳針》被視為“核心的”醫學綜合期刊，是世界醫學權威雜誌；其它同性質的刊物有新英格蘭醫學期刊、美國醫學協會期刊、及英國醫學期刊。

## 重要论文
- 1867年，英国医生约瑟夫·李斯特在《柳叶刀》上发表文章《On the Antiseptic Principle in the Practice of Surgery》，提出外科手术消毒的技术和理论，世界上大多数国家很快接受了这一理论和方法，使手术后的病人死亡率大大下降。[5]

- 1940年，霍華德·弗洛里和恩斯特·鲍里斯·钱恩在《柳叶刀》发表了有关青霉素价值的论文，证明了青霉素可以治疗细菌感染，具有治疗作用，并建立了从青霉菌培养液中提取青霉素的方法。[6]

- 1984年6月，两位澳大利亚研究者巴里·马歇尔和罗宾·沃伦《柳叶刀》上发表文章，提出一种叫“幽門螺桿菌”的细菌是导致溃疡的罪魁祸首。之后，他们赢得了诺贝尔奖。[7][8][9]

## 期刊家族
《刺胳針》到目前已衍生出幾種附屬性的專業期刊，這些期刊刊名均以刺胳針起頭，如《刺胳針神經學》（神經學）、《刺胳針肿瘤學》（肿瘤学）、《刺胳針傳染病》（傳染病）、《柳叶刀呼吸医学》（胸腔醫學）、《柳叶刀糖尿病与内分泌学》（内分泌学）及《柳叶刀全球卫生》。
| 期刊名称     | 刊期 | 出版机构   | 创刊年 |
| ------------ | ---- | ---------- | ------ |
| 柳叶刀肿瘤学 | 月刊 | Lancet Ltd | 2000   |
| 柳叶刀传染病 | 月刊 | Elsevier   | 2001   |
| 柳叶刀神经学 | 月刊 | Elsevier   | 2002   |

2004年《柳叶刀》中文版创刊，其中选择刊登适合中国国情及中国读者需求的新颖、实用信息(包括评述、专题研讨、综述、视点、研究论文、病例报道、系列讲座、通信等)，并添加中国专家结合中国临床实践的点评和分析，以指导中国医生的临床工作。

## 爭議

### 疫苗與自閉症撤稿事件
在1998年所刊載的一篇文章受到一些同行評審批評，在這篇文章中作者相當的提高了麻腮风三联疫苗及自閉症，與一些疫苗接種爭議三者間者有關聯的可能性（即麻腮风三联疫苗争议事件）此文演變為民間一種拒絕打疫苗的陰謀論提供題材。在2004年刺胳針重審做出撤稿處理。霍頓博士也公開的說明發現這篇文章"致命地錯誤"，是由於其中的一位作者有著嚴重的利益衝突，而他並沒有向期刊陳述過這些利益衝突。

### 選舉前發表伊拉克平民死亡人數
2004年10月，《刺胳針》發表了一篇文章指出伊拉克平民的死亡人數估計已有約10萬人，而時間正好在美國總統選舉前兩天，引起政治企圖的批評。文章主要作者Les Roberts對媒體表示，發表的時間點是他的意思，目的是要讓候選人在選前保證保護存活的伊拉克人民。

### 蘇得博假論文
2006年1月，一篇於2005年10月號《刺胳針》刊載的文章，由癌症研究人員約翰·蘇得博及其他13位共同作者所合撰，篇名為《非甾体抗炎药及口腔癌的風險：巢式病例对照研究》（Non-steroidal anti-inflammatory drugs and the risk of oral cancer: a nested case-control study），被傳媒揭發使用了偽造的數據。在《刺胳針》雜誌撤除這篇文章之後，多份其他科學期刊亦相繼撤除類似的文章。在這件醜聞浮上台面後的一星期內，新英格蘭醫學期刊發表了一篇社論來關切另外一篇發表在其刊物上的類似研究題目之文章。

### 臺海兩岸處理原則
2019年6月刊登一篇中國各省重要疾病死亡率與相關危險因子的論文，由六位中國學者共同撰寫，未有台灣學者，該論文把台灣列為中國的一省以做比較，引起台灣醫學界的反彈，期刊臉書專頁湧入抗議留言，並要求撤下論文，其臉書評價系統被大量不推薦一度關閉。期刊編輯團隊則於臉書回應論文遵循聯合國與世界衛生組織的準則將台灣列為中國的一省，與國際衛生分析的慣例是一致的。然而有人認為台灣與中國大陆的衛生政策、醫療系統、健保系統等皆不同，將台灣數據納入會增加異質性可構成學術上的錯誤，且該論文附錄原始資料缺乏台灣部分。2019年7月15日，《刺胳針》於網站上發表台灣抗議信函執行平衡處理，事件得以平息。

### 新冠疫情
2020年2月19日，在新冠疫情下刊登27名世界醫學家的聯名信，認為新冠病毒的精密結構只可能起源於自然界演化，稱病毒不是自然起源的說法為陰謀論。然而，多名聯名作者在其後改變了在這個問題上的立場。
5月2日，總編理查德·霍顿接受央視電話專訪，稱討論起源論和責任論本質是一種無意義也不會有結果的議題，世界上疾病甚多科學界沒有所謂某一國家要為某一種疾病負責的理論，這類說法只會破壞人類抗疫合作造成更多遺憾。人為無法精準製造出這種超過地球上已知科技所能達到水準的病毒。
2021年9月，發表16名病毒和生物學家的聯名文章，文章呼籲就新冠病毒的來源進行客觀、公開和透明的科學辯論，並指出病毒來源於實驗室洩漏，自然說的假設都不能排除。
2022年9月，發表文章稱病毒可能來源自美國實驗室的生物技術，遭到病毒學家指責這是該雜誌其中「一個最可恥的時刻」。

## 歷任主編
- 1823: 汤姆·瓦克利（Thomas Wakley）
- 1862: James Wakley
- 1886: T. H. Wakley and Thomas Wakley (junior)
- 1907: Thomas Wakley (junior)
- 1909: Samuel Squire Sprigge
- 1937: Egbert Morland
- 1944: Theodore Fox
- 1965: Ian Douglas-Wilson
- 1976: Ian Munro
- 1988: Gordon Reeves
- 1990: Robin Fox
- 1995: 理查德·霍顿（英语：Richard Horton (editor)），世界医学编辑协会（英语：World Association of Medical Editors）首任主席、美国科学编辑委员会（英语：Council of Science Editors）前主席，倫敦衛生與熱帶醫學院、伦敦大学学院、奥斯陆大学荣誉教授，伯明翰大学、哥德堡大学、于默奥大学荣誉博士，获2007年Edinburgh Medal、2009年Dean's Medal from Johns Hopkins School of Public Health、2011年美国国家医学院外籍院士、2015年中国政府友谊奖[30][31]、2016年欧洲Andrija Stamper medal、2017年Edwin Chadwick Medal。

## 外部連結
- The Lancet刺胳針醫學期刊 （页面存档备份，存于）
- The Lancet Infectious Diseases（刺胳針傳染病醫學期刊） （页面存档备份，存于）
- The Lancet Neurology（刺胳針神經醫學期刊） （页面存档备份，存于）
- The Lancet Oncology（刺胳針肿瘤醫學期刊） （页面存档备份，存于）
- Guidelines for article submission（刺胳針醫學期刊投稿指引） （页面存档备份，存于）
- 英國癌症期刊（British Journal of Cancer） （页面存档备份，存于）
- 癌症研究期刊（Cancer Research journal） （页面存档备份，存于）
- 整合癌症治療期刊（Integrative Cancer Therapies journal） （页面存档备份，存于）
- （Breast Cancer Research and Treatment (journal)）乳癌研究與治療期刊 （页面存档备份，存于）